# George Adamski
George Adamski (født 17. april 1891, død 26. februar 1965) var en polskfødt amerikaner. Han var en af de første personer, som offentligt hævdede at have set og fotograferet ufoer, mødt aliens og kæmpet med/mod dem. Han skrev adskillige bøger, som var relaterede til hans påstande, inklusive den bedst sælgende Flying Saucers Have Landed (1953), som blev skrevet sammen med Desmond Leslie. Adamskis arbejde bliver almindeligvis opfattet som fiktion.
Han hævdede at have mødt et rumvæsen fra Venus med navnet Orthon. Adamski kan således se ud til at have inspireret Orthon-bevægelsen.